# Губергриц, Макс Моисеевич
Макс Моисеевич Губергриц (при рождении Шойл-Меер Мовшевич Губергриц; 7 (19) января 1886, Дерпт, Лифляндская губерния — 6 мая 1951, Киев, Украинская ССР) — русский и украинский советский учёный-медик в области внутренних болезней, профессор (1917), академик Академии наук Украинской ССР (1948).

## Биография
Родился в семье врача Моисея Марковича (Мовши Мордуховича) Губергрица (1858—?), уроженца Мелитополя, и Елизаветы Моисеевны (Зислы Мовша-Ароновны) Губергриц (урождённой Соскин, впоследствии повивальной бабки), заключивших брак в 1883 году в Дерпте. В том же 1886 году отец окончил курс обучения на медицинском отделении Дерптского университета и получил назначение в Витебск и к началу 1890-х годов был уже вольнопрактикующим врачом в Ромнах Полтавской губернии, где семья жила до 1901 года, а затем переехала в Курск.
В 1904 году окончил с золотой медалью Ревельскую Александровскую гимназию и поступил на медицинский факультет Юрьевского университета, в 1905 году перевёлся на медицинское отделение Киевского университета, которое окончил в 1911 году. Работал в терапевтической клинике В. П. Образцова и на руководимой им кафедре (1911—1914). В 1915 году был командирован на стажировку в лабораторию И. П. Павлова. Исследования, проведённые в лаборатории, легли в основу совместной работе Губергрица и Павлова «Рефлекс свободы» (1915). Совместный доклад И. П. Павлова и М. М. Губергрица «Рефлекс свободы», сделанный в мае 1917 года в Петроградском биологическим обществе, был также опубликован в следующем году «Русском враче» (№№ 1—4), а в 1923 году совместная статья «Рефлекс свободы» в качестве XXVIII главы вошла в обобщающую монографию Павлова «Двадцатилетний опыт объективного изучения высшей нервной деятельности (поведения) животных» (недоступная ссылка).
Докторскую диссертацию защитил в 1917 году при Военно-медицинской академии в Петрограде, получив место доцента на кафедре частной патологии и терапии в Киеве. С 1920 года — заведующий кафедрой частной патологии и терапии, а с 1928 года и до конца жизни — созданной им кафедрой пропедевтики внутренних болезней Киевского медицинского института. Одновременно возглавлял клиническое отделение Института питания (1930—1941) и Института эндокринологии (1932—1934) АН УССР в Киеве, с 1945 года — научный руководитель Института питания Министерства здравоохранения Украинской ССР.
Научные труды посвящены главным образом нормальной физиологии и патофизиологии систем кровообращения, пищеварения, ноцицепции. Занимался разработкой диагностической методологии, в том числе аускультации сердечных тонов, функции поджелудочной железы, в особенности симптоматики панкреатита и аппендицита; вопросами лечебного питания, патогенеза язвенной болезни желудка, сердечно-сосудистых заболеваний, эндокринных расстройств и др. Автор книг «Клиническая диагностика» (Киев, 1939; расширенное издание — Киев—Харьков, 1947), «Избранные труды» (посмертно, Киев, 1959).
В годы Великой Отечественной войны работал в эвакогоспиталях Томска и Челябинска, занимался изучением экстренных вмешательств при проникающих ранениях грудной клетки.
Заместитель председателя правления Всесоюзного и Украинского терапевтических обществ.
Скончался 6 мая 1951 года. Похоронен на Байковом кладбище Киева.
Заслуженный деятель науки Украинской ССР (1935). Награждён двумя орденами Трудового Красного Знамени и орденом Красной Звезды.

## Семья
Двоюродный брат — советский терапевт, профессор Александр Яковлевич Губергриц (1912—1989), его внучка — украинский гастроэнтеролог, заведующая кафедрой внутренней медицины им. А. Я. Губергрица Донецкого национального медицинского университета, профессор Наталья Борисовна Губергриц.

## Труды
- Клиническая диагностика (при участии проф. А. С. Берлянда, Б. И. Гольдштейна и Х. И. Вайнштейна). Второе издание. Киев—Харьков, Госмедиздат УССР, 1947.
- Избранные труды. Вступительная статья проф. А. Я. Губергрица. Киев, Издательство Академии наук УССР, 1959.